# 9447 Julesbordet
9447 Julesbordet este un asteroid din centura principală de asteroizi.

## Descriere
9447 Julesbordet este un asteroid din centura principală de asteroizi. A fost descoperit pe 3 mai 1997 la Observatorul La Silla de Eric Walter Elst. El prezintă o orbită caracterizată de o semiaxă mare de 2,75 ua, o excentricitate de 0,15 și o înclinație de 9,9° în raport cu ecliptica.